# فرديناند ريتشارد
فرديناند ريتشارد (بالفرنسية: Ferdinand Richard)‏ هو ملحن فرنسي، ولد في 25 يونيو 1950 في مكناس في المغرب.